# Colfax (Dakota del Nord)
Colfax è un centro abitato (city) degli Stati Uniti d'America, situato nella Contea di Richland, nello Stato del Dakota del Nord. Nel censimento del 2000 la popolazione era di 91 abitanti. La città è stata fondata nel 1881. Appartiene all'area micropolitana di Wahpeton.

## Geografia fisica
Secondo i rilevamenti dell'United States Census Bureau, la località di Colfax si estende su una superficie di 2,30 km², tutti occupati da terre.

## Popolazione
Secondo il censimento del 2000, a Colfax vivevano 91 persone, ed erano presenti 28 gruppi familiari. La densità di popolazione era di 39,5 ab./km². Nel territorio comunale si trovavano 44 unità edificate. Per quanto riguarda la composizione etnica degli abitanti, il 100% era bianco. La popolazione di ogni razza ispanica corrispondeva all'1,10% degli abitanti.
Per quanto riguarda la suddivisione della popolazione in fasce d'età, il 25,3% era al di sotto dei 18, il 3,3% fra i 18 e i 24, il 29,7% fra i 25 e i 44, il 22,0% fra i 45 e i 64, mentre infine il 19,8% era al di sopra dei 65 anni di età. L'età media della popolazione era di 42 anni. Per ogni 100 donne residenti vivevano 78,4 maschi.